# Deuteragonista denotata
Deuteragonista denotata är en tvåvingeart som beskrevs av Collin 1933. Deuteragonista denotata ingår i släktet Deuteragonista och familjen dansflugor. Inga underarter finns listade i Catalogue of Life.